# ولایت قطغن
ولایت قطغن یکی از ولایت‌های پیشین و بزرگ افغانستان بود در آن زمان ولایت‌های فعلی بغلان، قندوز، تخار را شامل می‌شد و مرکز آن شهر بغلان بود که در سال ۱۹۶۳ (میلادی) از بین رفت. از قرن ۱۹ تا سال ۱۹۶۳ (میلادی) ولایت قطغن و همسایه او ولایت بدخشان به یک ولایت واحد به نام ولایت قطغن-بدخشان یاد می‌شد و این دو ولایت بزرگ توسط یک حاکم اداره می‌شد.